# Cataratas de Trollhättan
Las cataratas de Trollhättan (en sueco: Trollhättefallen) son una cascada del río Göta en Suecia. La caída se inicia en el Puente de Malgö (en sueco, Malgöbron) en el centro de la ciudad de Trollhättan, provincia de Västra Götaland, y tiene una altura total de 32 m, lo que representa la mayor caída del total de los 44 m del río Göta, que fluye desde el lago Vänern hasta el estrecho de Kattegat. El mejor lugar para contemplar las cataratas es desde el Puente de Oskar (en sueco, Oskarsbro) (58°16′49″N 12°16′38″E / 58.28028, 12.27722), que tienen una iluminación especial para resaltar su belleza por la noche.

## Historia
Antes de la construcción de la planta de energía hidroeléctrica las caídas eran de 900 m³/s, y las cataratas se extendían hasta Olidehålan. La parte inferior de la caída fue llamada «Caída del infierno» (Helvetesfallet). Además, el lugar se considera el origen del gigante Mímir de la mitología nórdica.
Hoy en día el río Göta sigue su curso original sólo en ocasiones especiales. Su flujo es controlado para el manejo del canal de esclusas de Trollhättan y para abastecer las centrales hidroeléctricas, que regulan el nivel del agua del lago Vänern; también se hace como una atracción turística, por ejemplo durante las jornadas de los «Días de las cataratas» (tercer viernes de julio de cada año) llegando su descarga a 300 m³/s. El mayor volumen de agua de las cataratas se utiliza en las centrales hidroeléctricas de Håjum y Olidan, pertenecientes a la empresa Vattenfall, en la ribera oriental del río. Por esta razón, en la actualidad, solo se puede contemplar la cascada cuando se abren las compuertas y se liberan las aguas en su curso natural recuperando su fuerte torrente original.
Junto al canal de esclusas de Trollhättan, las cataratas son una de las principales atracciones turísticas del oeste de Suecia. Además a lo largo de los siglos, el lugar ha inspirado a visitantes y artistas, como Esaias Tegnér, Otto Lindblad y Carlos Linneo, en el desarrollo de reconocidas obras.

### Río Göta
El río, en la desembocadura, tiene un caudal promedio de 570 m³/s y, debido a las inundaciones en el pasado, existe preocupación sobre si su cauce será suficiente para desaguar un caudal máximo de 1.000 m³/s, ya que se estima que, en caso de fuertes lluvias, sería necesario aumentar el flujo para evitar que las inundaciones del lago Vänern causasen grandes daños. En el año 2001, el lago se inundó casi un metro por encima del nivel máximo. En ese momento, el río Göta permitió una descarga de 1.100 m³/s durante meses, causando importantes riesgo de derrumbes de tierra.

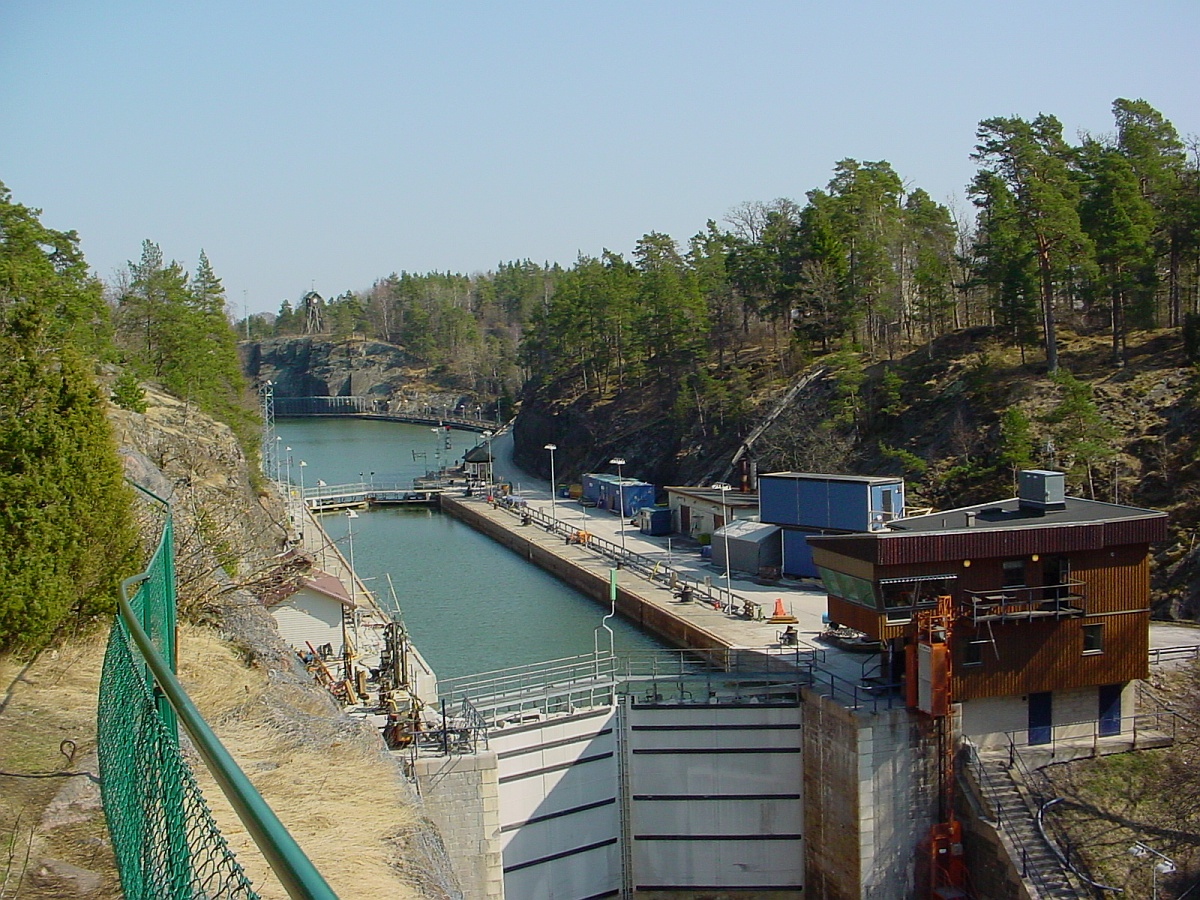
Sistema de esclusas Trollhättan sluss, construidas en 1916.

### Canal de esclusas de Trollhättan
La historia de Suecia indica que el rey Harald III de Noruega en el verano de 1064 tomó el río Göta aguas arriba con una flota de 60 buques de combate, pero las Cataratas de Trollhättan constituyeron barreras naturales que lo obligaron a tirar de los barcos por tierra para superarlos. Este acontecimiento impulsó a la planificación de una vía navegable en la década de 1520, en la época de Gustavo I de Suecia. Pero las obras no se iniciaron sino hasta 1607, bajo el poder de Carlos IX de Suecia. A lo largo de la construcción del Canal de Trollhättan, la adecuación de las cataratas fueron siempre la principal dificultad natural para el desarrollo del proyecto. 
En los Años 1700, Christopher Polhem (1661-1751) impulsó el desarrollo conocido como Polhems slussled, siendo este el primer proyecto formal para permitir la navegación en el río Göta a través de dos sistemas de esclusas para sobrepasar los obstáculos naturales del río. Sus trabajos comenzaron en 1747 en Trollhättan pero no pudieron ser culminados por falta de dinero. Recién en el año 1800, cuando se inauguró el primer enlace navegable entre el lago Vänern y el Mar del Norte, las Cataratas de Trollhättan pudieron ser sobrepasadas a través de un sistema de esclusas. Sin embargo, la capacidad era muy pequeña y para cuando el Canal Göta abrió en 1832, el canal requirió posteriores desarrollos. Aproximadamente 11 km del río han sido acondicionados a través de derivaciones y esclusas para hacerlo navegable siendo el último proyecto inaugurado en 1916 y siendo usado aún a la fecha.